# 高增站
高增站是广州地铁3号线和9号线的一座換乘车站，也是9号线的東端终点站。位于白云区人和镇高增村，人和安置区西北面。车站于2017年12月28日随9号线首期通车而启用。
本站是广州地铁继万胜围站、车陂南站和昌岗站后，第四个啟用后即為換乘站的車站。同时也是9号线唯一一座设于花都区外的车站。

## 車站結構

### 車站樓層
本站共有三層。地面為站廳，车站附近为機場高速、地铁高增站巴士总站、人和安置区、高增村村落及农田等附近建筑。地下一層為缓冲平台；地下二層分别為3號線和9號線月台。
| 地面     | 站廳     | 售票機、客服中心、商店、警务室、安检设施、卫生间、母婴室 |  |  |
| 地下一层 | 缓冲平台 | 來往站廳、█3号线、█9号线 两线月台                        |  |  |
| 地下二层 | 2 站台   | █3号线 机场北方向（下站：机场南）                        |  |  |
|          | 岛式站台 |                                                          |  |  |
|          | 1 站台   | █3号线 海傍方向（下站：人和）                            |  |  |
|          | 4 站台   | █9号线 飞鹅岭方向（下站：清塘）                          |  |  |
|          | 岛式站台 |                                                          |  |  |
|          | 3 站台   | █9号线 终点站台                                          |  |  |

### 站厅及换乘
与嘉禾望岗站一样，高增站站厅层设于地面。为方便行人进出，站厅的中央处偏西侧被划分为付费区。站厅非收费区则设有4个出入口供不同方向的乘客进出车站。本站設有售票機、自动售卡/充值机、客務中心，以及面包糕饼店等设施。本站的卫生间设于站厅D出入口旁外面，母婴室则设于B出入口旁，均位处站厅层非付费区。
两线之间通过地下一层的缓冲平台进行换乘，換乘時需上樓至缓冲平台，之后通过缓冲平台前往另一條线的扶梯口和楼梯口下樓到另一條綫的月台。此外从本站入闸乘坐地铁时，同样需要下楼至缓冲平台，再下樓到其中一條綫的月台。同时乘客亦可以通过贯通三层的专用电梯从站厅直接前往其中一條綫的月台。
因本站开通时3号线北延段各站已取消在车站显示航班信息的安排，因此本站未曾设有航班查询顯示屏。

### 月台

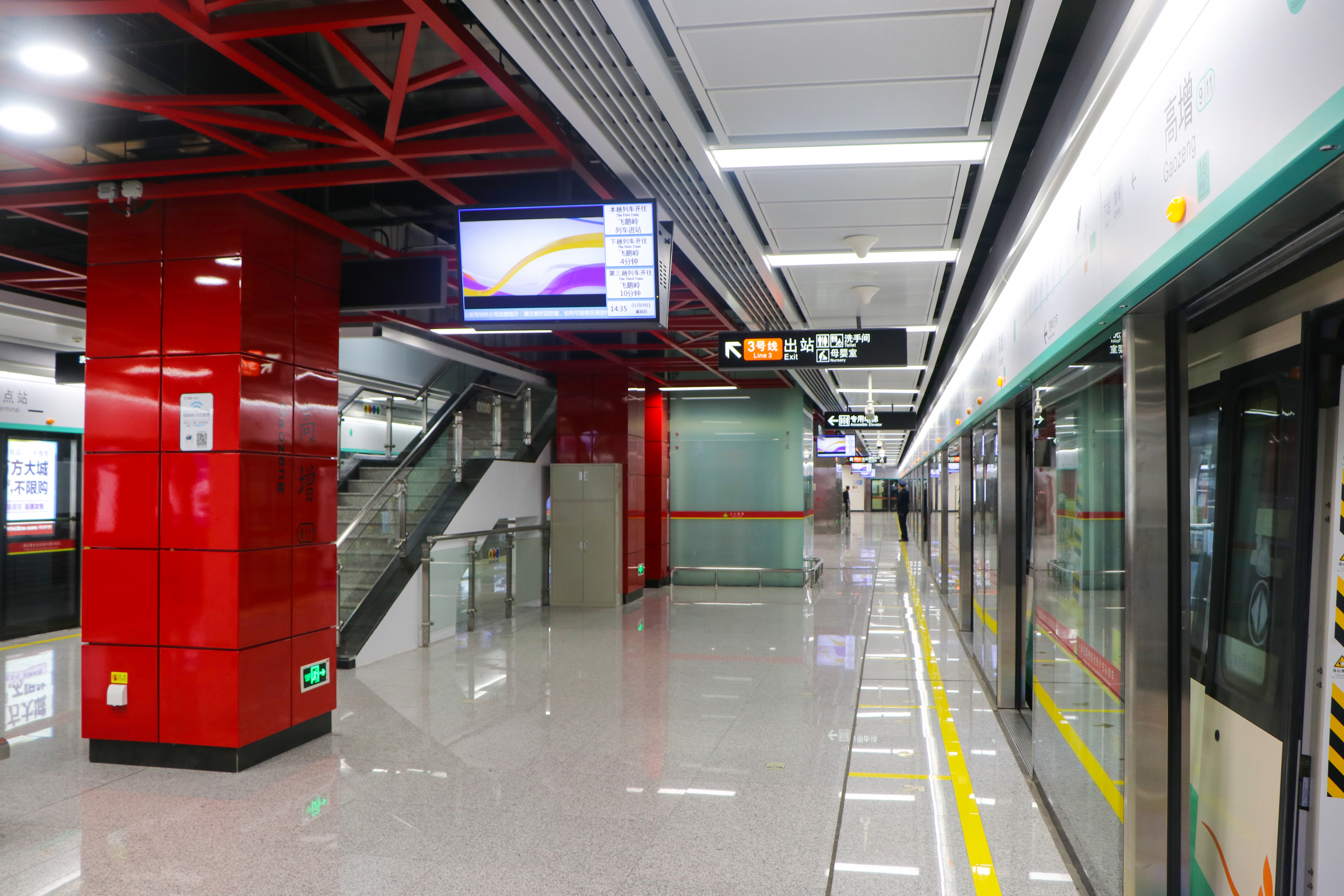
3号月台

本站共有兩個島式月台並排佈置，位於機場高速東側高增村種植場地下。9號線使用西側島式月台，3號線使用東側島式月台。

#### 轨道布置
本站3號線月台北端設有一條存車線。當3號線機場段出現故障，往機場北列車將通過此存車線折返，以本站為臨時總站。而9號線月台兩端均設有交叉渡線，可用於9號線列車站前或者站後折返。同時亦會設置與3號線的聯絡線。
此站3号线部分共预留了3处与9号线的联络轨道。其中南侧上行线（南行）一处预留了道岔和隧道接口，北侧上下行线各预留了隧道接口但并未安装道岔，未來若需要貫通運營，则再作改造。

### 出入口
高增站设有4个出入口供乘客进出车站。
|                                               |                                    |      |          |                    |
|                                               |                                    |      |          |                    |
| 編號                                          | 设施                               | 照片 | 出口指示 | 建議前往的目的地   |
| A                                             | 盲道标志 · 无障碍通道标志 · 同层   |      | 方华公路 | 地铁高增站公交总站 |
| B                                             | 无障碍通道标志 · 同层              |      | 方华公路 | 地铁高增站公交总站 |
| C                                             | 盲道标志 · 无障碍通道标志 · 同层   |      | 方华公路 |                    |
| D                                             | 无障碍通道标志 · 同层 · 洗手间标志 |      | 方华公路 |                    |
| 註： 設有 \| 設有 \| 設於同一層 \| 設有洗手間 |                                    |      |          |                    |

## 接驳交通
由于本站周边皆為農田，因此在本站未启用之前，附近没有巴士等接驳交通工具。但随着本站正式启用，2017年12月27日开始，843路调整至地铁高增站巴士站作为总站，以方便市民通过公交与地铁接驳换乘。
| 巴士 \| 编号 \| 编号 \| 线路 \| 线路 \| 线路 \| 收费 \| 备注 \| \| ---- \| --------- \| ---------------------- \| ---- \| ---------- \| ----- \| ---------- \| \| \| 737 \| 人和（东华村） \| ⇆ \| 地铁高增站 \| 2元 \| \| \| \| 843 \| 江高（广技师白云校区） \| ⇆ \| 地铁高增站 \| 2元 \| \| \| \| 979 \| 马洞森林公园 \| ⇆ \| 良田村委 \| 2元 \| \| \| \| 高速专线2 \| 机场路 \| ⇆ \| 地铁高增站 \| 3–4元 \| 经机场高速 \| |           |                        |      |            |       |            |
| 编号 | 编号      | 线路                   | 线路 | 线路       | 收费  | 备注       |
| | 737       | 人和（东华村）         | ⇆    | 地铁高增站 | 2元   |            |
| | 843       | 江高（广技师白云校区） | ⇆    | 地铁高增站 | 2元   |            |
| | 979       | 马洞森林公园           | ⇆    | 良田村委   | 2元   |            |
| | 高速专线2 | 机场路                 | ⇆    | 地铁高增站 | 3–4元 | 经机场高速 |

## 利用状况
由於现时高增站附近仍未開始發展，道路等配套設施也未完善。且高增站目前是9号线唯一的换乘车站，9號線乘客若需往返廣州市區，均需要在本站換乘。因此本站启用后，客流絕大多數都以換乘為主。而在本站进出的客流较少，大多数是接驳巴士的乘客。

## 历史
本站在工程规划期间被命名为矮岗站。
本站3號線月台和隧道的土建工程已經在3号线北延段建设之时完成，2010年10月30日3號線北延段開通時，月台已装好屏蔽门，亦裝有必要的車站設備，但當時由于本站周边皆為農田，沒有進出車站的客流需求，同時預計本站開通後客流絕大多數都以換乘為主。因此本站計劃與9號綫同步建設地面站廳，並留待9号线开通時同步對公眾開放使用。因此在3號線北延段開通後長達七年多的時間內，3號線列車減速運行并不停站通過。而在此站在未對公眾開放使用的这段时间，亦会配有值班職員。
2017年12月28日接近中午时分，本站随9号线首期通车而启用，同时3号线列車开始停靠本站。本站也成为广州地铁车站中，第四个啟用后即為換乘站的車站。
2022年疫情期间，本站曾多次受防控措施影响而需要调整服务。4-5月疫情期间，本站于4月28日20时至5月14日10时暂停进出站，仅保留站内换乘服务；年末疫情期间，本站于11月21日至27日暂停进出站。